# Touraco louri
Tauraco corythaix
Espèce
Statut de conservation UICN

 LC  : Préoccupation mineure
Statut CITES
Le Touraco louri ou Touraco de Knysna (Tauraco corythaix) est une espèce d'oiseau appartenant à la famille des Musophagidae.

## Morphologie

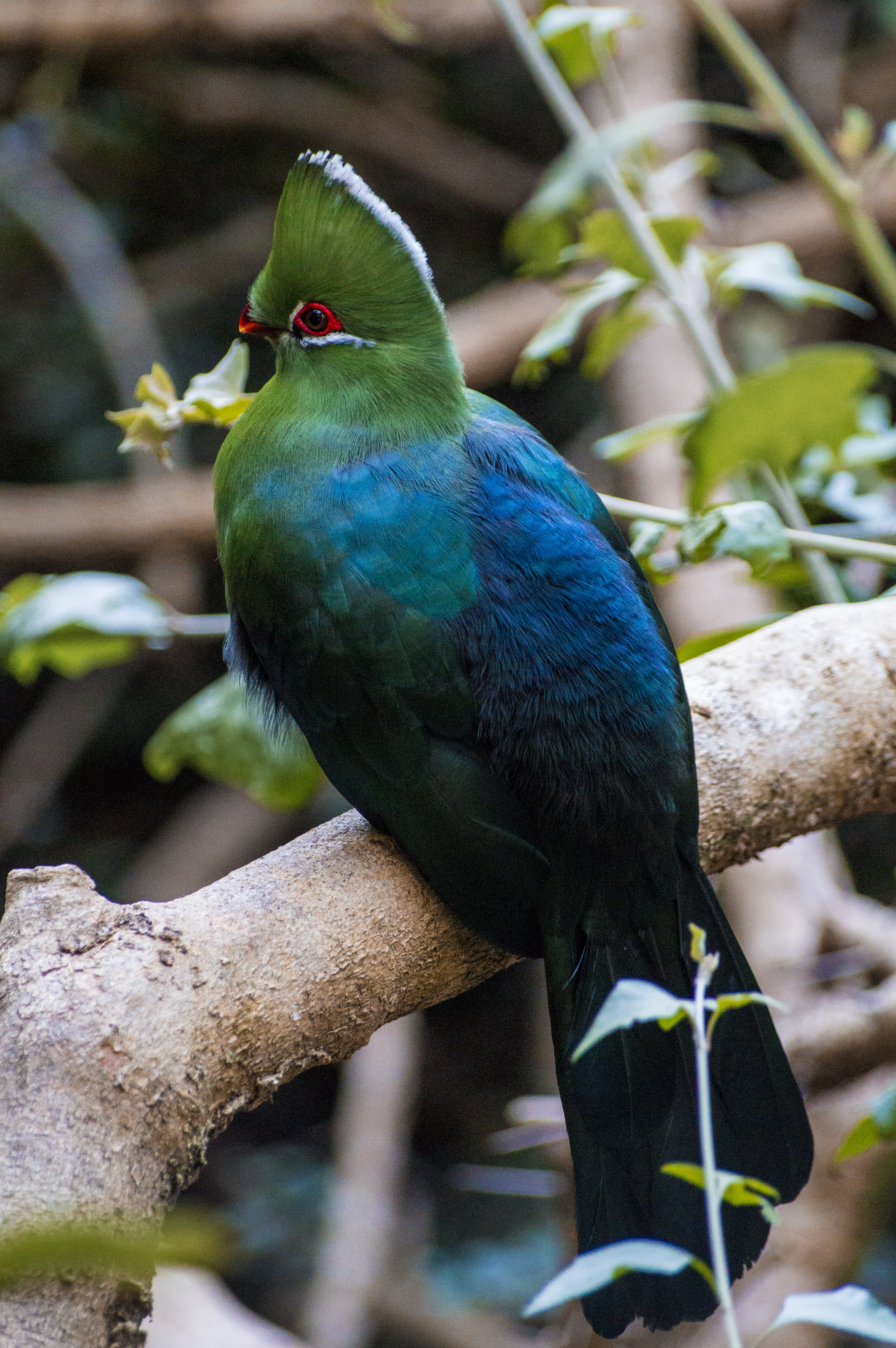
Tauraco corythaix en Afrique du Sud
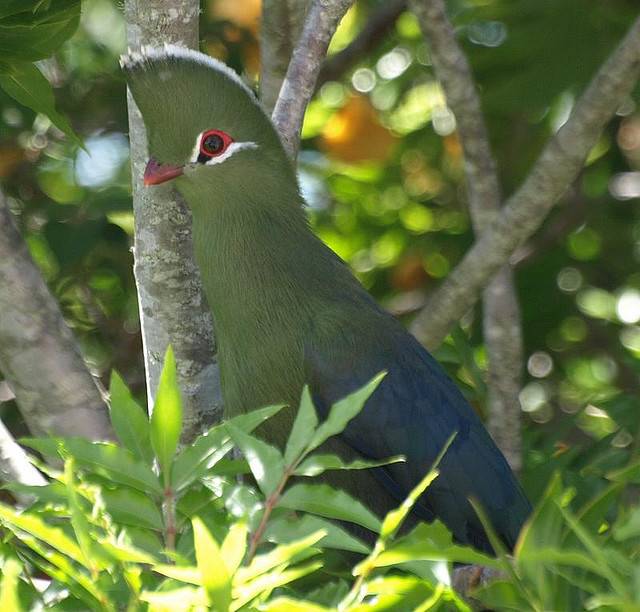
Tauraco corythaix
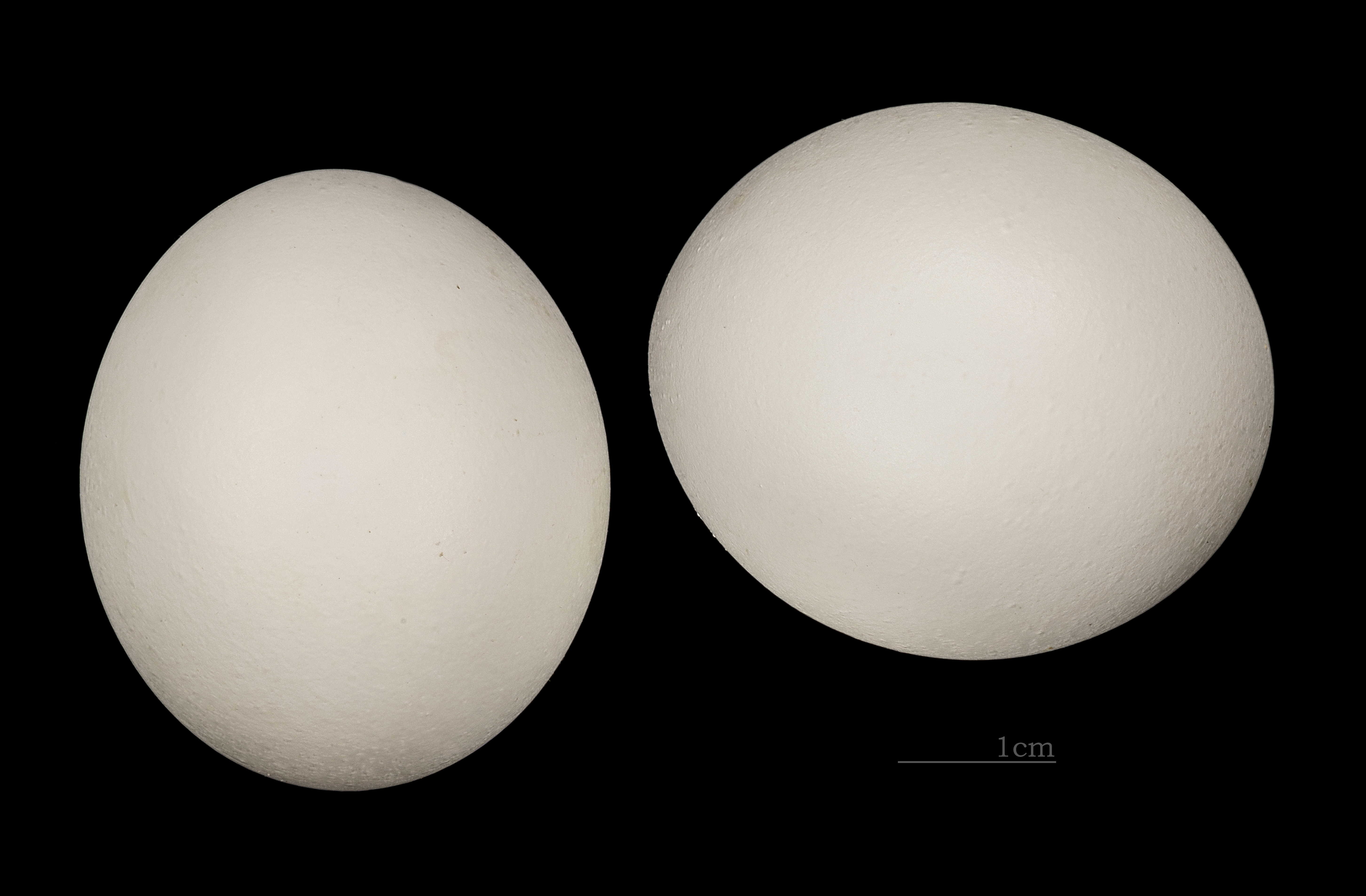
Œufs de Touraco louri Muséum de Toulouse

## Répartition
Cet oiseau vit au sud et à l'est de l'Afrique du Sud.

## Habitat
Cette espèce fréquente les forêts.

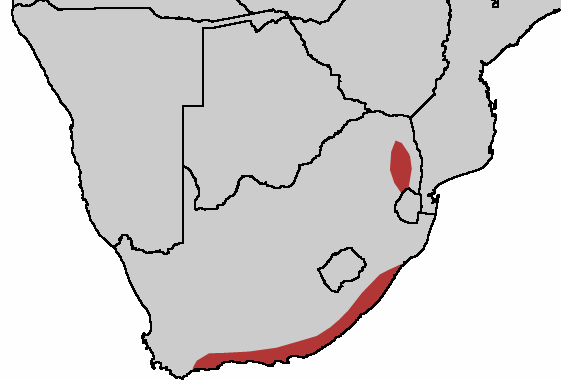
Repartition du Touraco louri

## Systématique
L'espèce Tauraco corythaix a été décrite par le zoologiste allemand Johann Georg Wagler en 1827, sous le nom initial de Spelectos corythaix .

### Synonyme
- Spelectos corythaix Wagler, 1827 (protonyme)

### Nom vernaculaire
- Touraco louri,  Touraco de Knysna.

### Taxinomie
Il est parfois considéré comme une sous-espèce du Touraco vert.